# Paul G. Hewitt
Paul G. Hewitt (Saugus, Massachusetts, 1931) é um físico norte-americano, ex-boxeador, prospector de urânio, escritor e cartunista. Hewitt vive em ambos, em Hilo, no Havaí e em São Petersburgo, na Flórida com sua esposa.
Hewitt começou sua carreira como professor na faculdade da cidade de San Francisco. Em 1980, começou a lecionar cursos de noite para o público em geral no Exploratorium em San Francisco. Hewitt deixou tanto o campus de Berkeley e Santa Cruz , da Universidade da Califórnia, preferindo ir para o Havaí para ensinar na Universidade do Havaí em Hilo e seus campi Manoa.
Durante a carreira de ensino de Hewitt começou a gravar suas palestras.
Em 1987, Hewitt começou a escrever uma versão de ensino médio da física conceitual, que foi publicado pela Addison-Wesley. Hewitt deu aulas em seu retorno à faculdade da cidade de San Francisco, que foram gravadas e distribuídas em um conjunto de 12 palestras. Conceptual Physics no nível médio estava agora em sua terceira edição e transferiu a sua publicação para Prentice Hall. Conceptual Physics no nível universitário já está em sua décima edição e é ainda publicado pela Addison-Wesley. Em 2007 Addison-Wesley e Prentice Hall incorporaram todos os livros didáticos de Hewitt, que são agora publicados pela Pearson Education.
Antes de Conceptual Physics, Hewitt foi co-autor de Thinking Physics com Lewis Carroll Epstein, um outro livro com desenhos para ilustrar os conceitos científicos.